# Solanum venturii
Solanum venturii là loài thực vật có hoa trong họ Cà. Loài này được Hawkes & Hjerting miêu tả khoa học đầu tiên năm 1960.